# رسلان كرافشينكو
رسلان كرافشينكو Ruslan Kravchenko سياسي أوكراني يشغل منصب رئيس الإدارة العسكرية لمقاطعة كييف. تم تعيينه بموجب مرسوم رئاسي من قبل الرئيس زيلينسكي في 10 أبريل 2023.  